# Торнау, Юргис
Ю́ргис То́рнау (лит. Jurgis Tornau; 28 июня 1919, Тельшяй, Литва — 20 ноября 2005, Вильнюс, Литва) — литовский литературовед, библиотекарь, писатель; директор Библиотеки Вильнюсского университета (1968—1985).

## Ранние годы
Окончил гимназию в Тельшяй (1938) и военное училище в Каунасе (1939). Поступил на факультет строительства в Университет Витаутаса Великого. С началом войны эвакуировался. С 1942 года служил в 16-й Литовской дивизии.

## Послевоенные годы
В 1947—1952 годах работал ответственным секретарём газеты „Tiesa“ («Правда», орган ЦК Литовской компартии). В 1949 году закончил Всесоюзный заочный юридический институт. В 1952—1962 годах работал заведующим редакцией, главным редактором Государственного издательства художественной литературы (лит. Valstybinė grožinės literatūros leidykla), затем ответственным секретарём редакции научно-популярного журнала «Mokslas ir gyvenimas» («Наука и жизнь»; 1962—1968). В 1966 году написал исследование «Romano autoriaus rūpesčiai» («Заботы автора романа»). В 1968 году защитил диссертацию на соискание учёной степени кандидата филологических наук (в 1993 нострифицированный доктор наук).

## Библиотека Вильнюсского университета
В 1968—1985 годах работал директором Библиотеки Вильнюсского университета. По его инициативе был создан Отдел реставрации, Кабинет графики, особенное внимание приобретениям рукописей, зарубежной литературы, альбомов изобразительного искусства.
Опубликовал свыше пятидесяти статей на темы работы библиотек, истории литературы и культуры.
С выходом на пенсию под псевдонимом A. Telšys опубликовал два историко-приключенческих романа «Žveng žirgelis» (1985), «Tarška barška pentinėliai» (1990).
Награждён медалью ордена Великого князя Литовского Гедиминаса 1-й степени.